# Чарльз Бінґер
Чарльз Ешфорд Бінґер (англ. Charles Ashford Binger; 12 жовтня 1907, Лондон — 1974) — англо-американський художник та ілюстратор.
У 1920-х і 1930-х роках Бінґер розпочав свою кар'єру з малювання плакатів до фільмів для Twentieth Century Fox UK, потім служив у Другій світовій війні як член Лондонської пожежної служби та Повітряно-рятувальної служби на морі. Він також постачав мистецтво для таких кампаній, як кампанія англійських ощадних облігацій часів війни. Після війни він переїхав до Нью-Йорка і почав малювати обкладинки для Colliers Magazine, Fawcett Publications, Signet Books, Pyramid Books, Pocket Books, Bantam Books, Avon Books та інших видавництв. Його обкладинки використовувалися для книг Натанаеля Веста, Олдоса Гакслі, Джона Кольєра, Рея Бредбері, Ерла Стенлі Ґарднера та багатьох інших. Бінґер продовжував малювати плакати для таких фільмів, як «Річка неповернення», «Титанік», «Пісня Бернадетти», «Біжи, тихо, біжи вглиб» і «Команчерос». Бінґер також був популярним пін-апером. Можливо, він найбільше запам'ятався своїми науково-фантастичними обкладинками 1950-х років і обкладинками для крутих детективів.
Бінґер продовжував працювати до 1970 року і помер у 1974 році. У 2011 році в Лос-Анджелесі відбулася велика ретроспектива його робіт.

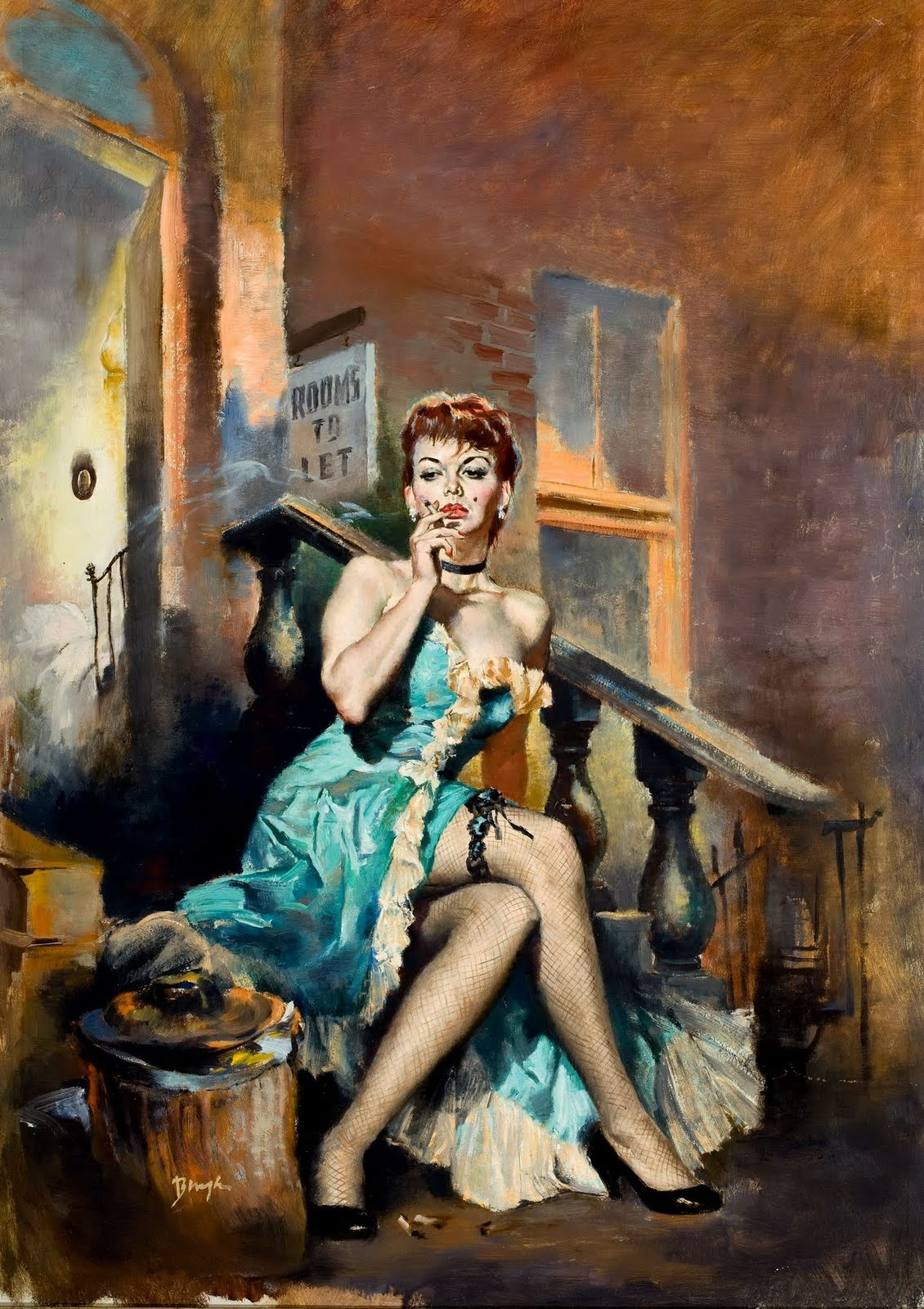
Чарльз Бінґер, «Вбивство не вийде», 1953 рік
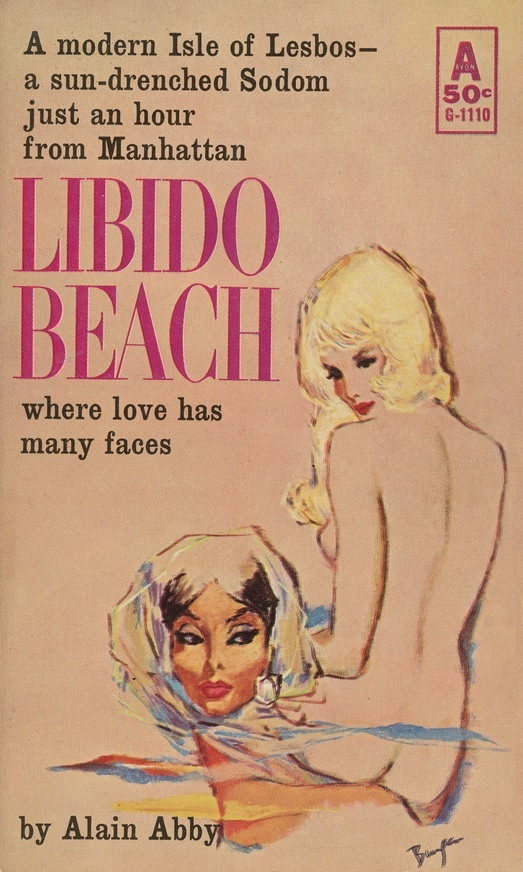
«Пляж Лібідо», Ален Еббі Художник обкладинки Чарльз Бінґер, 1962 рік